# Urbán László (zenész)
Urbán László több sikeres magyar alternatív-rock együttes dobosaként ismert zenész. Pályafutása alatt olyan neves formációk soraiban dolgozott, mint a korai kilencvenes évek idején ismertté vált Rituális Rémtettek, a Fixa Idea, a Soffi (EMI) vagy a budapesti punk csapat a C.A.F.B.

## Sikeres évek
Segítségével alakult újra 1996-ban a C.A.F.B., amelynek egyik sikerdala, a Nő vagy csak nő eredetileg Urbán előző zenekarának (Rituális rémtettek) egyik slágere volt. Urbán 1997-ben a C.A.F.B. Zanza című nagylemezének idején vált országosan is elismert dobossá, miután a lemezhez készült Engedj be című videóklipet a magyar zenei televíziós csatornák rendszeresen játszották.

## 2000 után
Szakácsi Gábor távozása után a C.A.F.B. átmeneti időszaka alatt Urbán a M.Á.K. és a C.A.F.B. együttesek tagjaiból verbuválódott "Sokol 403" nevű formációval töltötte idejét, A később újraalakult C.A.F.B. mellett az EMI lemezkiadóhoz szerződött "Soffi" nevű pop punk együttes dobosaként is dolgozott, melynek énekesnőjével, Zsófiával összehazásodott. 2010 nyarán, a később az Egység, kétség, háromság című C.A.F.B. lemezen megjelent dalok felvételei után hivatalosan távozott a zenekar soraiból. Helyét egy fiatal dobos vette át, Szepesi Máté személyében.

## Dalszerzőként
Urbán László jóvoltából került a C.A.F.B. együttes repertoárjába, két később a zenekar pályafutását erősen meghatározó dal, a "Nő vagy csak nő" és a "Kövér nő". Mindkét szám Urbán előző zenekarától, a Rituális rémtettek nevű formációtól származik, ahol Urbán dobosként dolgozott és a dalok irasaban társszerzőként közreműködött az 1990-1991 időszakban.

### Nő vagy, csak nő
A "Nő vagy csak nő" című dal az 1991-ben megjelent, egyetlen hivatalos Rituális rémtettek által rögzített nagylemezen található. A dal később a C.A.F.B. által feldolgozott és az együttes 1997-es "Zanza" című lemezén megjelent változatában vált széles körben ismertté, a zenekar legsikeresebb albumának egy darabjaként olyan szerzemények mellett mint az "Engedj be!", a "Budapest" és a "Fekszel a porban". A C.A.F.B. által átírt változat tartalmazza azt a gitár részletet és dallam futamot, amely széles körben is népszerűvé tette a dalt. Ezt a C.A.F.B. által irt változatot számtalan fiatal és feltörekvő hazai alternatív, punk és rockegyüttes (például a "Linx", a "RATIO" es a "Rögeszme") is sikerrel játszotta koncerteken. (Urbán mindkét változat felvételeinél és írásánál is közreműködött.)
A két Urbán László által játszott és hivatalosan jegyzett változat.
- C.A.F.B. változat (1996-1997)  https://www.youtube.com/watch?v=0hHpFVAwvuE
- Rituális rémtettek változat (1990-1991)  https://www.youtube.com/watch?v=XSL0lD2rY4Q&feature=related

### Kövér nő
A "Kövér nő" című dal az 1991-es keltezésű egyetlen Rituális rémtettek nagylemez egyik ismert dala. A szerzeményt a Rituális rémtettek mellett a C.A.F.B. is játszotta, majd a dal megjelenésének 10. évfordulójára, "Subkontakt" című kiadványán is megjelentette. Urbán mindkét változat felvételeinél és írásánál is közreműködött.

## Lemezek
- Rituálé – Rituális rémtettek (1991)
- Csak Lövök – Fixa idea (1995)
- Fixa Idea – Fixa idea (1996)
- Zanza – C.A.F.B. (1997)
- Klubbang! – C.A.F.B. (1998)
- Minden-ható – C.A.F.B. (1999)
- Subkontakt – C.A.F.B. (2001)
- Naiv? – C.A.F.B. (2004)
- Sugarpunk – Soffi (2008,EMI)[1]
- Szennyhullám – C.A.F.B. (2009)
- CAFB – C.A.F.B. (2017)

## Videóklipek és film
- Engedj be![2] – C.A.F.B. 1997
- Álomgyár – C.A.F.B. 1999
- Lator – C.A.F.B. 2001
- Kövér nő – C.A.F.B. 2001
- Try[3] – Soffi 2008
- Green light[4] – Soffi 2008
- Vigyázz Zsófi (Film) – Rendezte: Hazai Attila[5]